# Un amore come te
Un amore come te (Aşk Sana Benzer) è un film romantico turco del 2015 diretto da A. Taner Elhan.

## Trama
Deniz / Defne è una giovane ragazza che si trasferisce a Muğla per dimenticare la sua vita passata e inizia così a lavorare come gelataia. Mentre è fuori a fare la spesa per gli ingredienti del gelato, fa la conoscenza di Ali, un uomo che si innamora di lei a prima vista e che lotta per gestire il ristorante di famiglia in un villaggio di pescatori dell'Egeo.

## Personaggi e interpreti
- Ali, interpretato da Burak Özçivit, doppiato da Francesco Venditti.
- Deniz / Defne, interpretata da Fahriye Evcen, doppiata da Laura Marcucci.
- Aykut, interpretato da Selim Bayraktar, doppiato da Francesco De Francesco.
- Yusuf Baba, interpretato da Yavuz Bingöl, doppiato da Alberto Angrisano.
- Yaşar, interpretato da Kaya Akkaya, doppiato da Luca Appetiti.
- Nebahat, interpretata da Birsen Dürülü, doppiata da Daniela Abbruzzese.
- Saadet, interpretata da Burçin Işık.
- Pensionato, interpretato da Şamil Kafkas.

## Riprese
Le riprese sono state effettuate nel quartiere Kıyıkışlacık di Milas, lungo Cumhuriyet Avenue nel centro della città e nelle sue strade storiche.

## Distribuzione
In Turchia il film è stato presentato in anteprima nelle sale il 23 gennaio 2015. In Italia il film è andato in onda in prima visione e in prima serata su Canale 5 il 10 agosto 2025.